# サルス (軍人)
サルス（ラテン語: Sarus、生年不詳 - 413年）は5世紀のゴート人で、西ローマ帝国の軍人。兄弟にシゲリックがいる。

## 生涯
サルスは5世紀のゴート人で、ホノリウスに仕えた西ローマ帝国の軍人。兄弟に西ゴート王国で指導者となったシゲリックがいる。記録に残るサルスの活動は406年から413年までの短い期間に限られるが、その短い期間に複数の場面で重要な役割を果たした人物として記録されている。5世紀のギリシア人の歴史家テーベのオリュンピオドロスは、サルスを勇猛果敢な英雄として描いている。

### ファエスラエの戦い
確認できるサルスの最初の活動は406年のフィエーゾレにおけるラダガイススとの戦闘で、サルスはスティリコやウルディンらとともにラダガイススを打ち負かしている。

### コンスタンティヌス3世との戦い
407年、ブリタンニアのローマ軍団がコンスタンティヌス3世を「アウグストゥス」と宣言し、ガリアの混乱を収拾するべくブルターニュへと上陸した。コンスタンティヌス3世がライン川の守りを固めてガリアの安定に成功すると、ガリアやヒスパニアの軍団も無能なラヴェンナの皇帝ホノリウスよりは新しい皇帝コンスタンティヌス3世への支持を表明した。ホノリウスはスティリコにコンスタンティヌス3世の討伐を命じ、スティリコはサルスをガリアへと派遣した。サルスはコンスタンティヌス3世の将軍ユスティニアヌスを敗死させ、ネヴィガステスを謀殺し、ヴァランスにコンスタンティヌス3世を追い詰めた。しかし間もなくコンスタンティヌス3世にゲロンティウスとエドビカスの援軍が到着したためサルスは決定的な勝利を得ることができなかった。そうしているうちに、スティリコが宮廷の陰謀に巻き込まれて408年にホノリウスによって処刑されてしまう。軍隊にはホノリウスというよりはスティリコに忠誠を誓っていた者が多かったのでガリアの戦線でも離脱者が続出した。軍団はスティリコの後任のマギステル・ミリトゥムにサルスを任命して戦線を維持することを提案したが、この提案をホノリウスが却下したため最終的にガリアの戦線は放棄され、ホノリウスはコンスタンティヌス3世を正式に共同皇帝として承認せざるを得なくなった。

### アラリック襲撃
「イタリアの守護者」と称されたスティリコの処刑によってイタリア本土に動揺が広がると、市民の反乱を恐れたホノリウスがイタリアで蛮族出身者の虐殺を始めた。ローマからは3万人の蛮族出身者が逃亡し、イリュリクムにいたゴート人の将軍アラリック1世へ助けを求めた。アラリック1世は帝都ローマを包囲してローマに住む蛮族出身者の身の安全を保障するよう要求した。ローマの元老院は409年にホノリウスを帝職から罷免し、首都長官プリスクス・アッタルスを新たなローマ皇帝として任じた。ホノリウスはプリスクス・アッタルスを共同皇帝として認める条件での講和を申し入れたが、プリスクス・アッタルスは講和に応じようとはしなかった。しかしホノリウスとの対決を望んでいなかったアラリックがホノリウスに帝職を返却することを約束して交渉を求め、ホノリウスも一旦は交渉の席に着くことを承諾してみせた。アラリックは約束された会談の地へと赴いたが、ホノリウスはサルスに一軍を授け、会談の地で待つアラリックを急襲させた。アラリックはホノリウスの卑劣な裏切りに失望し、410年8月24日から8月26日までの3日間、ローマで略奪を働いた。

### ヨウィヌスへの合流
以後もサルスはホノリウスに仕えていたようだが、412年にサルスと同属のゴート人の将軍ベレリドが何者かによって殺害される事件が起こり、この事件の調査への協力をホノリウスが断ったため、ついにはサルスもホノリウスのもとを去ること決めた。サルスは、ガリアの人々がコンスタンティヌス3世に代わる新たな皇帝として411年に擁立したヨウィヌスの陣営に加わろうとし、ヨウィヌスも勇猛で名高いサルスの参陣を歓迎した。しかし、ヨウィヌスの協力者の一人でサルスとは因縁のあったアラリックの義兄弟アタウルフの軍勢が、ヨウィヌスのもとへ向かおうとしていたサルスの一行を襲い、わずかに身の回りの者しか引き連れていなかったサルスは敗れて殺害された。この出来事が一因となってヨウィヌスとアタウルフの協力関係は破綻し、ヨウィヌスは413年にアタウルフによって捕縛され、ホノリウスの元へ送られて処刑された。
サルスが殺害された3年後の415年9月、サルスの元家臣がアタウルフを殺害して復讐を遂げ、サルスの兄弟シゲリックがアタウルフに代わって西ゴート王国の指導者となった。